# Blixtljuspulver
Blixtljuspulver, oftast (även i svenska sammanhang) kallat flash, är en blandning av pulvriserat metallbränsle och oxidationsmedel. Blixtljuspulver används primärt i modern pyroteknik för att åstadkomma fotoblixt och knall samt som krevadladdning, burst charge, för att antända och sprida fyrverkeripjäsens "stjärnor" på himmelen. Mindre svenska smällare innehöll oftast svartkrut, medan luftbriserande pjäser innehåller blixtljuspulver då detta är betydligt kraftigare än svartkrut och ger större effekt.

## Olika varianter
Det i särklass mest kända receptet på blixtljuspulver, trots att det inte är stökiometriskt korrekt, är blandningen 30% Aluminium och 70% Kaliumperklorat (Al + KClO4), men många andra metallbränslen används också såsom magnesium, zink, titan, zirkonium med flera i otaliga kombinationer med oxidationsmedel som oftast har efterleden -klorat, -perklorat eller -nitrat.
En mindre mängd svavel (S) kan även blandas i för att sänka antändningstemperaturen och därmed öka förbränningshastigheten, men det ökar avsevärt risken för oavsiktlig antändning genom friktion eller statisk elektricitet.

## Oxidationsämne
Som oxidationsämne kan klorater, perklorater och nitrater användas, men det är högst olämpligt att använda klorater, eftersom vissa blandningar av blixtljuspulver kan innehålla svavel. Svavlet och kloratet kan reagera och bilda svavelsyrlighet, vilken i sin tur kan få blixtljuspulvret att spontanantända.
Trots kloraternas extrema känslighet har den en plats inom pyrotekniken där den används av erfarna pyrotekniker eller kemister som vet dess gränser. Kaliumpermanganat däremot är så extremt instabilt att det aldrig används inom den professionella eller kommersiella pyrotekniken.